# تاريخ كوالالمبور

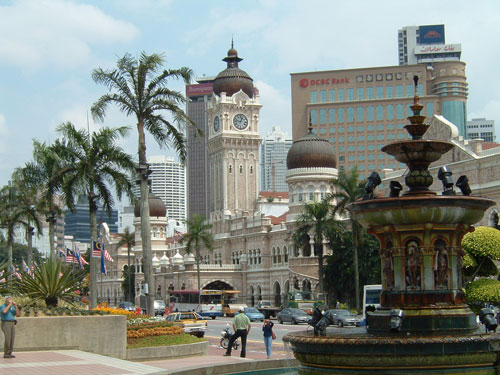

تعد كوالالمبور أكبر مدينة في ماليزيا، وعاصمتها. بدأ تاريخ كوالالمبور في منتصف القرن التاسع عشر مع ظهور وتطور قطاع تعدين القصدير، واتسع أكثر في أوائل القرن العشرين مع تطور مزارع المطاط في سلاغور. لاحقًا، أصبحت عاصمة سلاغور، ثم الولايات المالاوية المتحدة، ثم الاتحاد المالاوي، وأخيرا ملايا وماليزيا.

## عهد ما قبل الاستقلال (1857 – 1957)
تأسست كوالالمبور عام 1857 عند تجمع نهري جومباك وكلانغ. في الإنجليزية، اسم كوالالمبور يعني حرفيا «التقاء نهرين موحلين». بدأت المشاريع فيها عندما وظف أحد أفراد العائلة المالكة في سلاغور منقبين عن القصدير لفتح مناجم في وادي كلانغ. ذهب 87 صينيًا إلى المنقطة وبدؤوا بالتنقيب في أمبانغ، التي كانت آنذاك غابة، وعلى الرغم من وفاة 69 منهم بسبب الظروف الوبائية، فقد نجحوا في إنشاء منجم قصدير مزدهر، ساهم فيما بعد بجذب تجار لبيع المستلزمات الأساسية لعمال المناجم مقابل بعض القصدير. في ذلك الوقت، كان هناك أفراد من قبيلة مانديلينغ من سومطرة يتاجرون بالفعل بالقرب من أمبانغ، ووصل بعد ذلك إلى كوالالمبور تجار من لوكوت وهيو سيو وياب آه سزي حيث بنوا محالًا لبيع المواد والمؤن لعمال المناجم. كانت كوالالمبور أبعد نقطة في نهر كلانغ يمكن جلب الإمدادات إليها بواسطة القوارب بسهولة؛ وبالتالي صارت نقطة تجميع وانتشار تخدم مناجم القصدير.
بدأت المدينة، التي ساهمت مناجم القصدير في ازدهارها وتطورها، بالنمو في جانبي التقاء نهري جومباك وكلانغ، واتخذت من ساحة السوق القديم (ميدان باسار) مركزًا تجاريًا لها. استوطن الصينيون بشكل رئيس حول ساحة السوق، في حين أقام المالاويون والتجار والمسلمون الهنود في الشمال في مناطق أخرى مثل كامبونغ راوا، وكان شارع جافا (الآن جالان تون بيراك) بمثابة خط الحدود بين المنطقتين الصينية والمالاوية. فُتحت الطرق من مركز البلدة باتجاه أمبانغ (طريق أمبانغ)، ثم بودو (طريق بودو)، وباتو (طريق باتو) حيث بدأ عمال المناجم في السكن والاستقرار، وكذلك بيتالينغ (شارع بيتالينغ) ودامانسارا.

### ياب آه لوي
منح رئيس الملايو زعماء الجالية الصينية، الذين أداروا المستوطنة الصينية وضبطوا القانون والنظام، لقب كابيتان سينا. واختير هيو سيو، صاحب منجم في لوكوت ومتاجر في كوالالمبور، ليكون أول من يحصل على لقب كابيتان في كوالالمبور. كان لصاحب لقب كابيتان سينا الثالث ياب آه لوي أكبر تأثير على كوالالمبور في سنواتها الأولى خلال نموها، حيث أنشأ أول مدرسة وملجأ للمشردين، كما أرسى نظامًا للعدالة الحدودية حافظ من خلاله على القانون والنظام بشكل فعال، وضمن أن تصبح كوالالمبور مركزًا للتجارة في سلاغور. شارك الكابيتان ياب في جميع جوانب الأنشطة التجارية في كوالالمبور، بما في ذلك السوق الرئيسية، وترخيص بيوت الدعارة والكازينوهات وصالونات الشرب. حدثت الكثير من المناوشات والصراعات على حدود كوالالمبور في عهد ياب، كما كان ياب نفسه عضوًا في جماعة هاي سان السرية، وكانت حرب العصابات شائعة، خاصة بين هاي سان وغيي هين (التي يقع مقرها في منطقة كانتشينغ وراوانغ). في عام 1870، قتل صديق ياب آه سزي الذي يعتبر من رواد كوالالمبور الأوائل، ويرجح أن قاتله هو تشونغ تشونع، الذي كان رئيسًا في كانتشينغ، وكان يريد الحصول على لقب كابيتان كوالالمبور. قاد ياب رجاله إلى كانتشينغ من أجل الانتقام، وقتل 12 صينيًا و8 من الملايو، وحدث ما يعرف ب «مجزرة كانتشينغ»، وطرد فيها تشونغ تشونغ من المدينة.
دخلت كوالالمبور في حرب سلاغور الأهلية التي كانت بين أمراء سلاغور أنفسهم من أجل فرض القوة السياسية والحصول على عائدات مناجم القصدير. وقف تشونغ تشونغ في صف رجاء مهدي، في حين وقف كابيتان ياب إلى جانب تنغكو كودين. صد ياب عدة هجمات شنتها قوات رجاء مهدي وتشونغ تشونغ على كوالالمبور. في عام 1872، وقف راجا أسال وسوتان بواسا، اللذان كانا قائدين لشعوب مانديلينغ في سلاغور في صف رجاء مهدي، وحاصرا معقل تنغكو كودين في بوكيت ناناس، وحاول رجاله بمن فيهم المرتزقة الأوروبيون الفرار، لكنهم ضبطوا واعتقلوا في بيتالينغ وقتلوا. استولت قواء رجاء على كوالالمبور وأحرقتها، وتمكن ياب من الفرار إلى كلانغ حيث أعاد تشكيل قوة قتالية. لاحقًا، استعاد ياب وتنغكو كودين كوالالمبور بمساعدة باهانج مالايس عام 1873. على الرغم من تدمير المدينة خلال الحرب الأهلية، أعاد ياب بناءها ووطن السكان من جديد. ساعد ياب كوالالمبور على اجتياز مرحلة صعبة عندما انخفض سعر القصدير في منتصف سبعينيات القرن التاسع عشر، ومع أنه تكبد خسائر فادحة، إلا أن استعادة القصدير لسعره وارتفاعه من جديد عام 1879 ساهم في ضمان مستقبل كوالالمبور.

### الإدارة البريطانية
في عام 1874، قبل السلطان عبد الصمد من سلاغور مقيمًا بريطانيًا في نظام يسمح للبريطانيين بالحكم وتولي زمام الأمور مع بقاء السلطان على رأس الحكم. في عام 1880، نقلت الإدارة الاستعمارية عاصمة سلاغور من كلانغ إلى كوالالمبور لأهميتها الاستراتيجية، ثم قرر ويليام بلومفيلد دوجلاس، المقيم البريطاني آنذاك، أن تكون المباني الحكومية وأماكن المعيشة في غرب النهر منفصلة عن المستوطنات الصينية والمالاوية على طول الضفة الشرقية. بنيت مكاتب حكومية ومقر جديد للشرطة في بوكيت أمان، وأنشئت بادنغ في البداية لتكون مقرًا لتدريب الشرطة. أنشأت بريطانيا قوة شرطة كانت معظمها من الملايو الذين جندوا من ملقا الريفية (بالإضافة إلى بعض السيخ والبنجابيين)، وحيث أن عددًا كبيرًا منهم جلبوا عائلاتهم للعيش والاستقرار، فقد شكلوا جزءًا معتبرًا من سكان كوالالمبور في بدايتها.
يعزى الفضل في نمو كوالالمبور وتطورها السريع وتحولها إلى مركز حضاري رئيسي إلى فرانك سويتنهام، الذي عين مقيمًا عام 1882. كانت مدينة كوالالمبور في بداياتها صغيرة تعاني من عدد من المشاكل الاجتماعية والسياسية، فقد كانت المباني مصنوعة من الخشب والركام، وكانت عرضة للاحتراق في أي وقت، فضلًا عن الافتقار إلى المرافق الصحية المناسبة الذي تسبب في انتشار الأمراض في المدينة، كما كانت تعاني من تهديد دائم بسبب الفيضانات. تسبب تفشي مرض الكوليرا في أواخر سبعينيات القرن التاسع عشر في فرار الكثيرين من المدينة. في 4 يناير 1881، احترقت المدينة بأكملها، وفي وقت لاحق من السنة نفسها، غمرتها المياه بالكامل. بدأ فرانك سويتنهام، عندما أصبح مقيمًا بريطانيًا، في تحسين المدينة من خلال تنظيف الشوارع، كما اشترط تشييد المباني من الطوب والبلاط بحيث تكون أقل قابلية للاشتعال والاحتراق. وأمر بإعادة بناء كوالالمبور بشوارع أوسع، واستبدال المنازل بمبان من الطوب، واستمر برنامج إعادة البناء حوالي خمس سنوات. اشترى كابيتان ياب آه لوي قطعة عقارية ضخمة لإنشاء مصنع طوب يساعد في عملية إعادة البناء. استبدلت المباني المدمرة بأخرى من الطوب.
كما بدأ سويتنهام في بناء خط سكة حديد بين كلانغ وكوالالمبور، وافتتحت عام 1886، الأمر الذي زاد من إمكانية الوصول إلى المدينة وحفز النمو السريع فيها. وازداد عدد سكانها من 4,500 نسمة في عام 1884 إلى 20,000 في عام 1890.